# Kurt Bergström
Kurt Johan Bergström (Lidingö, Estocolm, 23 de juliol de 1891 - Jönköping, 20 de novembre de 1955) va ser un regatista suec que va competir a començaments del segle xx. Era germà del també regatista Dick Bergström.
El 1912 va prendre part en els Jocs Olímpics d'Estocolm, on va guanyar la medalla de plata en la categoria de 12 metres del programa de vela, a bord de l'Erna Signe.